# Hans Nicolai Thestrup

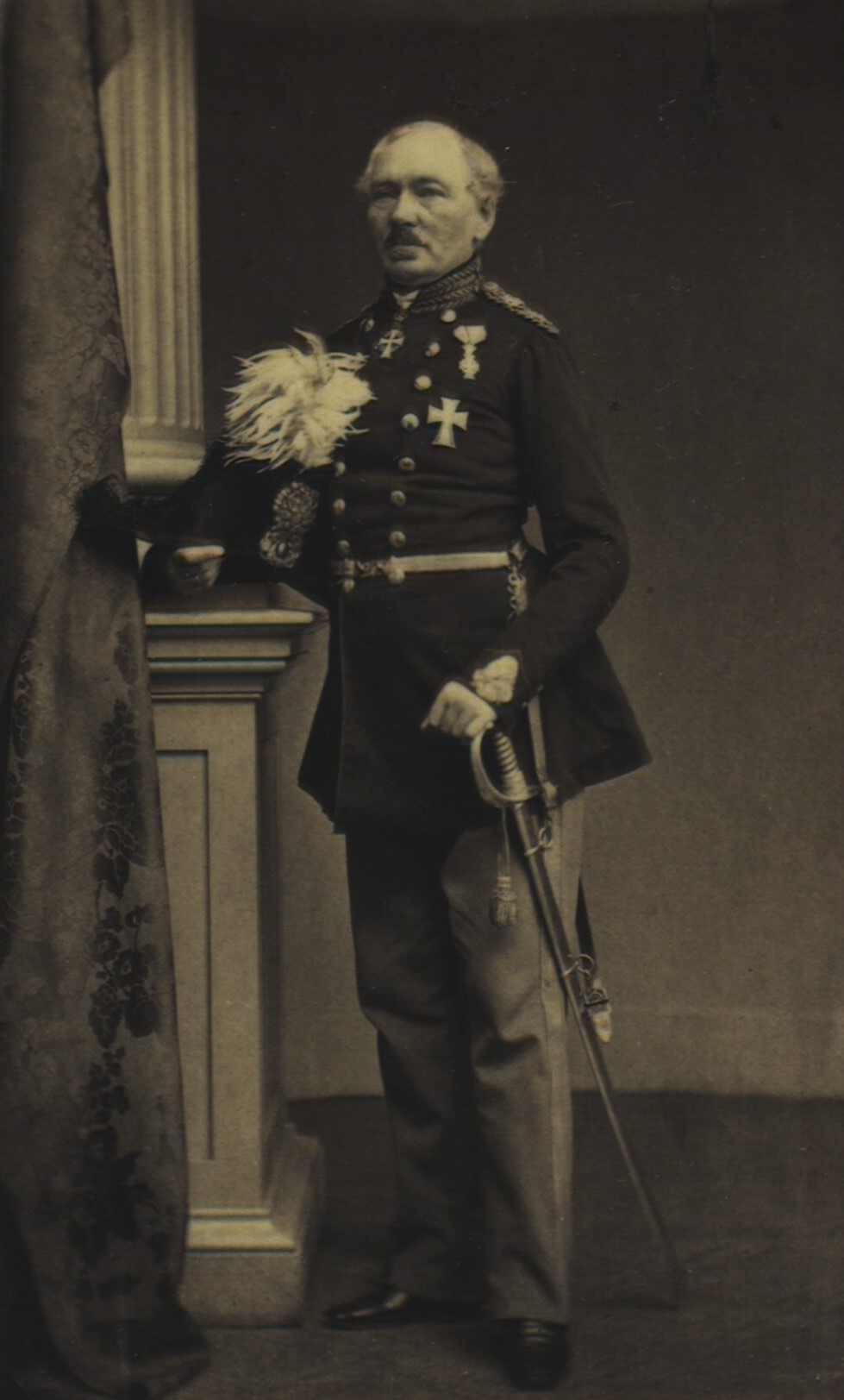
Thestrup in den 1860er Jahren

Hans Nicolai Thestrup (* 1. Oktober 1794 in Vejlø Sogn; † 12. Mai 1879 in Kopenhagen) war ein dänischer Heeresoffizier und Minister.

## Herkunft und Familie
Thestrups Vater war der Kavallerieoffizier, zuletzt Rittmeister, Schack Thestrup (1764–1850), seine Mutter war dessen Gattin Birgitte, geb. Hersom (1768–1844). Am 11. Dezember 1821 heiratete er Charlotte Louise Sophie Wesenberg (1799–1881), Tochter des Landvermessers und Kaufmanns Ernst Bogislaw Wesenberg (1769–1838) und dessen Gattin Albertine Marie Kirstine, geb. Sadolin (1773–1833).

## Karriere
Bereits mit fünf Jahren wurde Thestrup als Freiwilliger in die Landkadetakademi eingeschrieben, 1805 erhielt er den Rang eines Kadetten, 1811 wurde er Kadettkorporal. Im selben Jahre wurde er der Infanterie zugeteilt und nahm 1813 am Sechsten Koalitionskrieg teil. Ebenfalls 1813 wurde er Premierleutnant und diente im 1815 bis 1818 im Besatzungskorps in Frankreich. 1827 wurde er Stabs-, 1839 wirklicher Kapitän. 1842 wurde Thestrup Major, im Mai 1848 Oberstleutnant und Bataillonskommandeur. All diese Jahre blieb er bei derselben Abteilung, dem 2. jütischen Leibregiment, dem späteren 9. Battalion, das als Musterabteilung angesehen wurde. 1849 war er zwischenzeitlich Brigadekommandeur mit dem Charakter eines Obersts und erhielt im Sommer den entsprechenden Rang. 1852 wurde er zum Generalmajor ernannt. 1856 verließ er seine Brigade und wurde Mitglied des ratgebenden Komitees des Kriegsministeriums.
Im Kabinett Rotwitt übernahm Thestrup den Posten eines Kriegs- und Marineministers. Im anschließenden Kabinett Hall II übernahm Konteradmiral Steen Andersen Bille das Marineministerium. Thestrup behielt das Kriegsministerium, gab es aber noch vor dem Ende der Regierung an Oberst Carl Lundbye ab, von dem er es auch übernommen hatte. Mit seinem Abschied aus dem Kriegsministerium, erhielt Thestrup den Rang eines Generalleutnants. Im Deutsch-Dänischen Krieg übernahm er noch ein kurzes Kommando und nahm 1864 seinen Abschied aus dem Militärdienst.

## Auszeichnungen
1840 wurde Thestrup zum Ritter des Dannebrogordens, 1848 zum Dannebrogmann, 1850 zum Kommandeur ernannt; 1862 erhielt er das Großkreuz.